# Aukščiausioji lyga 1980
L'edizione 1980 dell'Aukščiausioji lyga fu la trentaseiesima come campionato della Repubblica Socialista Sovietica Lituana; il campionato fu vinto dal Granitas Klaipėda, giunto al suo 2º titolo.

## Formula
Fu confermata la formula a girone unico, ma il numero di squadre salì da 17 a 18, con le retrocesse Šviesa Vilnius e Kooperatininkas Plungė sostituite dalle neopromosse Jaunimas Vilnius, Statyba Jonava e Sūduva.
Le 18 formazioni si incontrarono in gironi di andata e ritorno, per un totale di 34 incontri per squadra. La squadra classificata all'ultimo posto retrocesse.

## Classifica finale
|                        | Pos. | Squadra                | Pt | G  | V  | N  | P  | GF | GS | DR  |
| ---------------------- | ---- | ---------------------- | -- | -- | -- | -- | -- | -- | -- | --- |
| RSS Lituana (bandiera) | 1.   | Granitas Klaipėda      | 50 | 34 | 20 | 10 | 4  | 67 | 31 | +36 |
|                        | 2.   | Tauras Šiauliai        | 48 | 34 | 19 | 10 | 5  | 48 | 21 | +27 |
|                        | 3.   | Politechnika Kaunas    | 46 | 34 | 18 | 10 | 6  | 36 | 21 | +15 |
|                        | 4.   | Atmosfera Mažeikiai    | 43 | 34 | 16 | 11 | 7  | 39 | 24 | +15 |
|                        | 5.   | Kelininkas Kaunas      | 40 | 34 | 14 | 12 | 8  | 49 | 36 | +13 |
|                        | 6.   | Statybininkas Šiauliai | 38 | 34 | 12 | 14 | 8  | 41 | 28 | +13 |
|                        | 7.   | Pažanga Vilnius        | 35 | 34 | 14 | 7  | 13 | 39 | 31 | +8  |
|                        | 8.   | Nevėžis                | 32 | 34 | 11 | 10 | 13 | 42 | 44 | -2  |
|                        | 9.   | Utenis Utena           | 31 | 34 | 11 | 9  | 14 | 39 | 35 | +4  |
|                        | 10.  | Jaunimas Vilnius       | 31 | 34 | 9  | 13 | 12 | 40 | 42 | -2  |
|                        | 11.  | Statyba Jonava         | 31 | 34 | 12 | 7  | 15 | 44 | 48 | -4  |
|                        | 12.  | Ekranas                | 31 | 34 | 12 | 7  | 15 | 36 | 43 | -7  |
|                        | 13.  | Dainava Alytus         | 30 | 34 | 9  | 12 | 13 | 37 | 46 | -9  |
|                        | 14.  | Vienybė Ukmergė        | 27 | 34 | 7  | 13 | 14 | 38 | 52 | -14 |
|                        | 15.  | Atletas Kaunas         | 26 | 34 | 7  | 12 | 15 | 32 | 44 | -12 |
|                        | 16.  | Banga Kaunas           | 26 | 34 | 7  | 12 | 15 | 31 | 49 | -18 |
|                        | 17.  | Aušra Vilnius          | 25 | 34 | 10 | 5  | 19 | 28 | 53 | -25 |
|                        | 18.  | Sūduva                 | 22 | 34 | 7  | 8  | 19 | 34 | 72 | -38 |